# Corbin, Kentucky
Corbin är en ort i Whitley County, Kentucky, USA. År 2000 hade orten 7 742 invånare. Den har enligt United States Census Bureau en area på 19,2 km², allt är land.